# Christopher Tyng
Christopher Tyng (Long Beach, 5 agosto 1968) è un compositore statunitense.
Ha composto la musica per molte serie televisive incluse Futurama, The O.C., The Job e Rescue Me.

## Filmografia

### Cinema
- I delitti di New Orleans (Delta Heat), regia di Michael Fischa (1992)
- Inganno criminale (The Criminal Mind), regia di Joseph Vittorie (1993)
- Unveiled, regia di William Cole (1994)
- Across the Moon, regia di Lisa Gottlieb (1994)
- Evolver - Un amico pericoloso (Evolver), regia di Mark Rosman (1995)
- Shadow Warriors, regia di Lamar Card (1995)
- Fuga dal crimine (Crosscut), regia di Paul Raimondi (1995)
- The Little Death, regia di Jan Verheyen (1996)
- Kazaam - Il gigante rap (Kazaam), regia di Paul Michael Glaser (1996)
- Funny Money - Come fare i soldi senza lavorare (The Associate), regia di Donald Petrie (1996)
- Far Harbor, regia di John Huddles (1996)
- Paper Dragons, regia di Adolfo Swaya (1996)
- Killer per caso, truffatore per scelta (Bring Me the Head of Mavis Davis), regia di John Henderson (1997)
- Un amore, una vita, una svolta (The Bumblebee Flies Anyway), regia di Martin Duffy (1999)
- Seven Girlfriends, regia di Paul Lazarus (1999)
- Bookies, regia di Mark Illsley (2003)
- Futurama - Il colpo grosso di Bender (Futurama: Bender's Big Score), regia di Dwayne Carey-Hill (2007)
- Las Vegas - Terapia per due (Finding Amanda), regia di Peter Tolan (2008)
- Futurama - La bestia con un miliardo di schiene (Futurama: The Beast with a Billion Backs), regia di Peter Avanzino (2008)
- Futurama - Il gioco di Bender (Futurama: Bender's Game), regia di Dwayne Carey-Hill (2008)
- Futurama - Nell'immenso verde profondo (Futurama: Into the Wild Green Yonder), regia di Peter Avanzino (2009)
- Lost & Found, regia di Kylan Tyng - cortometraggio (2016)
- A Fruitful Discussion, regia di Emma DeMuth - cortometraggio (2019)
- Gigglebutt, regia di Kylan Tyng - cortometraggio (2021)

### Televisione
- The Edge – serie TV, 4 episodi (1992-1993)
- Donne all'attacco! (Attack of the 5 Ft. 2 Women), regia di Julie Brown e Richard Wenk – film TV (1994)
- Favorite Deadly Sins, regia di David Jablin e Denis Leary – film TV (1995)
- Slave of Dreams, regia di Robert M. Young – film TV (1995)
- The Parent 'Hood – serie TV, 33 episodi (1995-1996)
- High Incident – serie TV, 5 episodi (1997)
- Bad As I Wanna Be: The Dennis Rodman Story, regia di Jean de Segonzac – film TV (1998)
- Strip Mall – serie TV, episodio 1x01 (2000)
- The Michael Richards Show – serie TV, 8 episodi (2000)
- The Diamond of Jeru, regia di Ian Barry e Dick Lowry – film TV (2001)
- The Job – serie TV, 19 episodi (2001-2002)
- Wednesday 9:30 (8:30 Central) – serie TV, episodi 1x01-1x03 (2002)
- Game Over – serie TV, episodi 1x01-1x02 (2004)
- The O.C. – serie TV, 51 episodi (2003-2005)
- Rescue Me – serie TV, 40 episodi (2004-2007)
- The End of Steve, regia di Peter Tolan – film TV (2008)
- Figlia a sorpresa (To Love and Die), regia di Mark Piznarski – film TV (2008)
- Knight Rider – serie TV, 4 episodi (2008-2009)
- Kröd Mändoon and the Flaming Sword of Fire – serie TV, episodio 1x02 (2009)
- Covert Affairs – serie TV, 11 episodi (2010)
- Pearson – serie TV, 7 episodi (2019)
- Suits – serie TV, 125 episodi (2011-2019)
- Futurama – serie TV, 150 episodi (1999-2023)